# Национальная библиотека Гаити
Национальная библиотека Гаити (BNH; фр. Bibliothèque Nationale d'Haïti) — это библиотека обязательного экземпляра Гаити. Она находится в столице страны Порт-о-Пренс и является главной библиотекой города. Открыта в 1940 году, она включает более 60 000  единиц хранения, разделенных на 10 тем. Хранитель обязательного экземпляра, это государственное учреждение является одним из крупнейших библиографических справочников на Гаити.

## История
Первая гаитянская национальная библиотека была основана в 1825 году, во время президентства Жан Пьера Буйера (1818—1843). Для библиотеки был куплен кабинет за 75 гурдов (один гаитянский гурд = примерно 20 долларов). Позже в том же году около 936 гурдов было потрачено на покупку 444 томов, заказанных доктором Франсуа Фурнье де Пескай. Эта библиотека, возможно, была разрушена в 1860-х годах, когда в результате политических столкновений были уничтожены многие предметы, имеющие культурное значение на Гаити.

## Современное состояние
Нынешняя Национальная библиотека была основана в 1939 году.
11 сентября 1939 года произошла  закладка первого камня Национальной библиотеки Гаити на месте бывшего  Сената Республики Гаити (rue du Centre). Церемония  торжественного открытия библиотеки  состоялась 26 марта 1940 года под высоким патронажем президента Стенио Жозефа Венсена.
В 1950-х годах тогдашний директор Макс Биссанте пожертвовал в фондах 8 300 книг и брошюр. В краткой статье М. Биссейн описал приобретение библиотекой коллекций исторических и культурных материалов Гаити. Среди них были редкие книги, карты и литографии колониальной эпохи, а также несколько важных гаитянских журналов, таких как La Ronde и Haïti Littéraire. Однако через некоторое время три четверти коллекции «загадочным образом» исчезли, возможно, во время правления Франсуа «Папа Док» Дювалье (1957—1971).
Сегодня Библиотека курирует сеть небольших библиотек по всей стране. Библиотека также функционирует как библиографическое агентство страны. Первая гаитянская национальная библиография была опубликована в середине 1950-х годов под руководством Макса Биссанте, и с тех пор библиотека выпустила ряд библиографий и приложений.

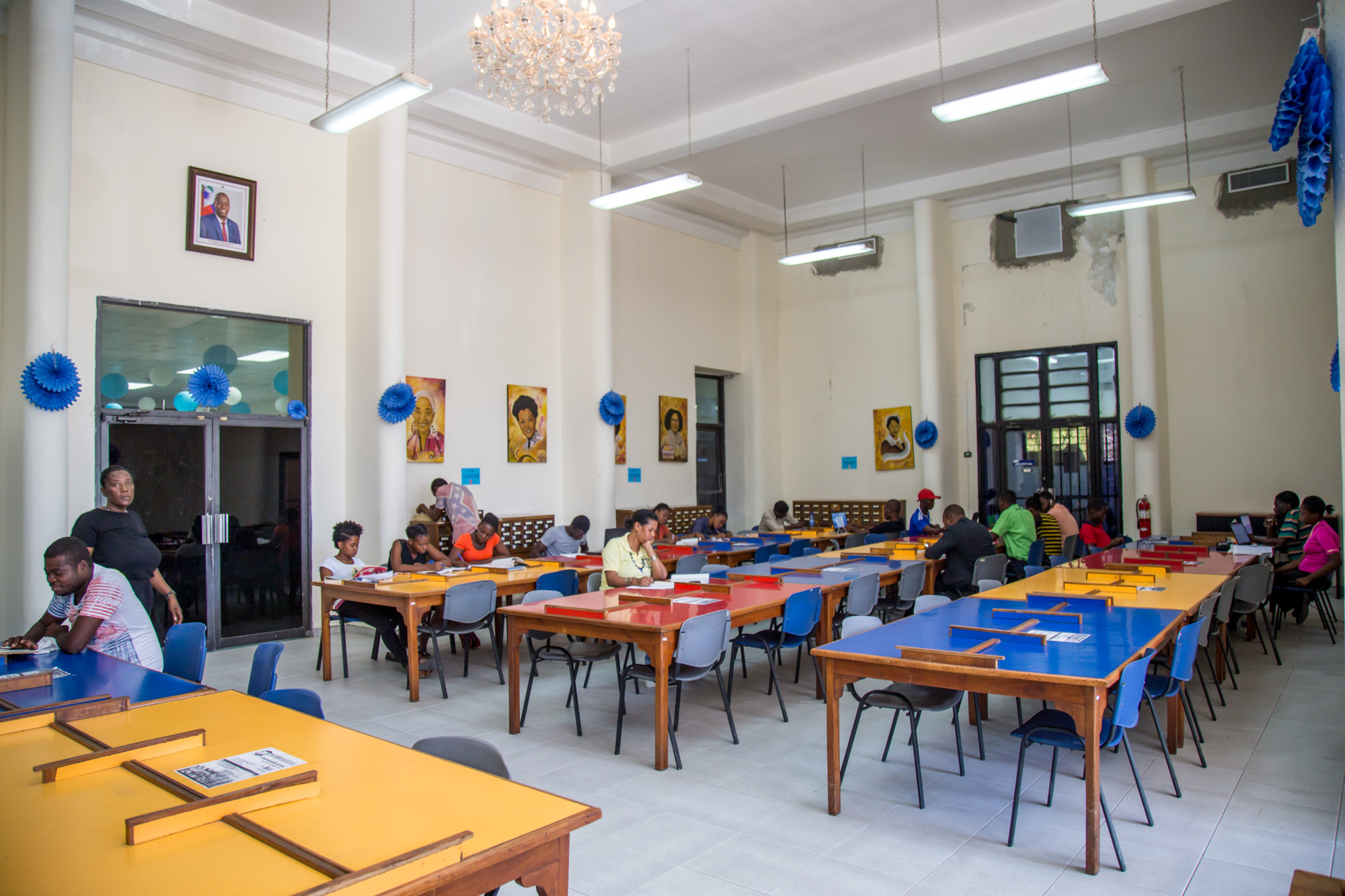
Зал лекций Национальной библиотеки Гаити в Порт-о-Пренсе. 2018 год

С 1995 г. Национальная библиотека Гаити находится в ведении Министерства культуры . Библиотека является членом Ассоциации Карибских университетов, исследовательских и институциональных библиотек(ACURIL  ) и Международного банка информации о франкоязычных государствах (BIEF , ).
Национальная библиотека Гаити имеет два читальных зала, конференц-зал, пространство для культурных мероприятий и четыре магазина (монографии - периодические издания - книги для молодежи и юридические фонды).
В настоящее время управляющим директором библиотеки является Дангело Неард, 4 мая 2020 года сменивший Франслин Кадет Робас, в свою очередь занимавшую эту должность с 30 августа 2017 года .

## Миссия
Национальная библиотека Гаити выполняет две миссии:
1. Сохранение литературного наследия, которое касается сбора, сохранения и распространения литературного наследия гаитянского народа.
2. Публичное чтение, посредством которого библиотека обеспечивает распространение документов, полученных на хранение.

## Сервисы
Национальная библиотека Гаити (BNH) предлагает:
- Обязательный экземпляр: библиотека управляет фондом обязательных экземпляров , служба которого была создана в соответствии со статьей 16 указа от 15 октября 1984 г. В статьях 18, 19, 20, 21, 22, 23 и 24 этого указа обязывает производителей документов депонировать пять экземпляров каждого произведения в национальную библиотеку в качестве вклада в литературное наследие. Эта служба аккредитована Международным агентством ISBN [13] для передачи номеров ISBN и ISSN на Гаити.
- ISBN / ISSN
- Заказные исследования

## Деятельность

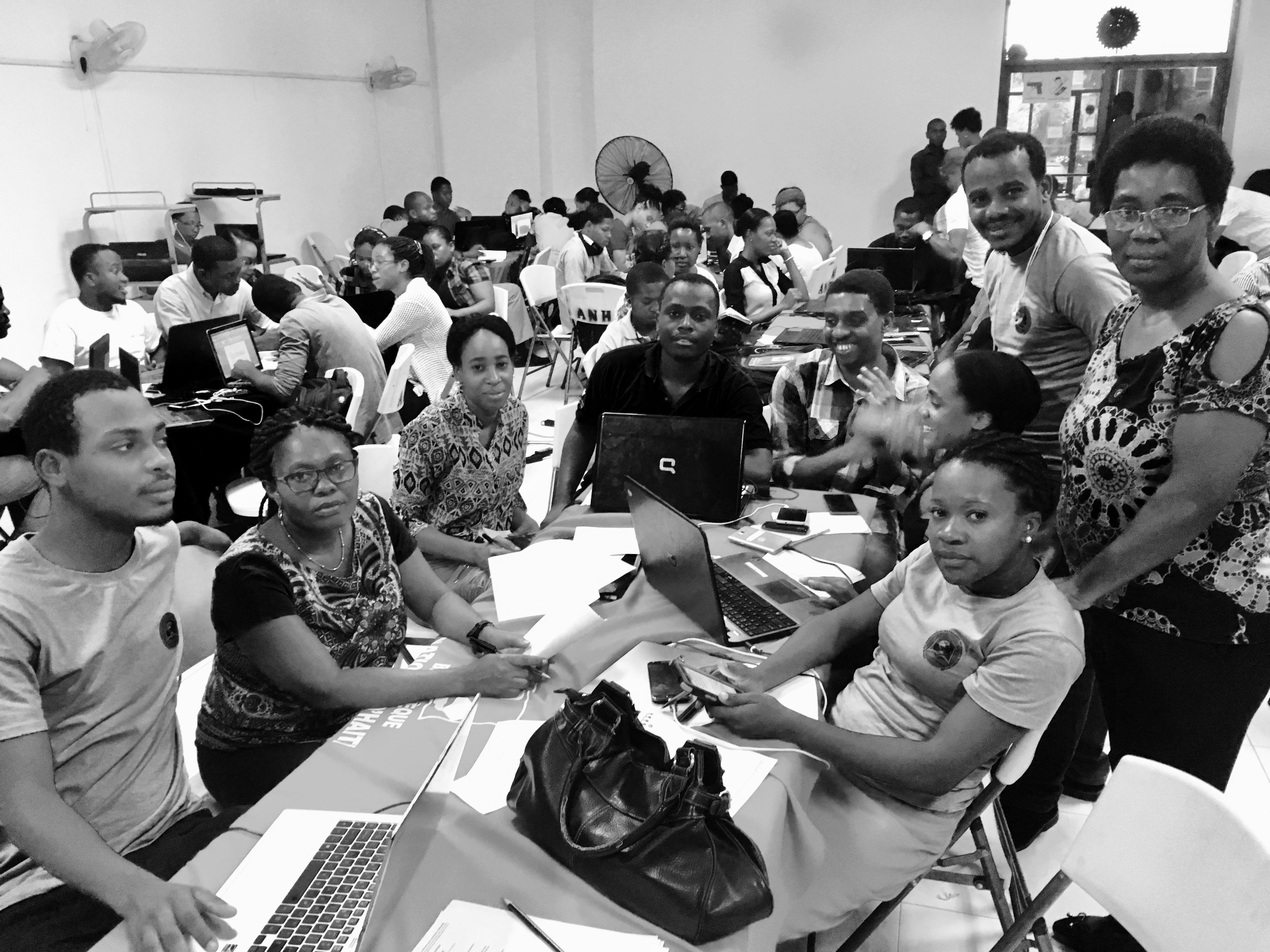
Команда Digital Summer School, 2-е издание - июль 2018 г.

Список направлений деятельности библиотеки:
- Проведение конференций
- Проведение учебных семинаров
- Подготовка и открытие выставок[14]
- Проведение коллоквиумов
- Организация дебаты и публичных разговоров
- Организация симпозиумов
- Подписная продажа

Библиотека имеет три дирекции:
1. Общее направление: отвечает за связи с общественностью, управляет государственными проектами, связанными с развитием учреждения.
2. Административный отдел: отвечает за управление ресурсами учреждения, ведет отчетность, составляет годовой бюджет и управляет отношениями с государственными финансовыми структурами.
3. Технический отдел: отвечает за предложение политики развития и координацию мониторинга государственных проектов, представленных в Генеральную дирекцию в контексте развития библиотеки.

## Филиалы
Наряду со строительством библиотеки Порт-о-Пренс, еще пять библиотек строились в пяти других муниципалитетах страны:
- Ле-ке
- Жакмель
- Жереми
- Порт-де-Пе
- Сен-Марк

16 библиотек расположены в 16 муниципалитетах Республики Гаити.

## Землетрясение 2010 г
Самым важным событием последнего времени, затронувшим Гаити, стало разрушительное землетрясение в январе 2010 года. Хотя Национальная библиотека не понесла серьезных структурных повреждений, неизвестное количество предметов из коллекции было потеряно или повреждено. Библиотека была закрыта на ремонт, а затем вновь открыта с рядом улучшений и дополнений к помещениям, например, новым конференц-залом, который стал доступен для молодежи.
Из 3 крупнейших публичных библиотек Гаити  одна была полностью разрушена, другая нуждается в восстановлении и Национальная библиотека пострадала  меньше других. Коллекции разрушенных библиотек в полном объеме удалось сохранить благодаря самоотверженной команде 37 библиотекарей, которые в касках руками искали под руинами архивы и материалы. Затем весь найденный материал был надежно упакован в картонные коробки и контейнеры в Национальной библиотеке.
Библиотеки и образовательные учреждения Швейцарии при поддержке ОО «Библиотеки без границ» (BSF) направили контейнеры с книгами и стеллажным оборудованием для библиотек Гаити, пострадавших от землетрясения в январе 2010 г.
В числе организаций, принявших участие в акции, – Федеральная политехническая школа Лозанны (École Polytechnique Fédérale de Lausanne) и её библиотека, Департамент народного просвещения Женевы.
Среди отправленного оборудования – 2 700 погонных метров стеллажей, включая передвижные стеллажи для Национальной библиотеки Гаити (the National library of Haiti), стеллажи для библиотеки Сан-Луи де Гонзаг (the Library of Saint Louis de Gonzague), а также стеллажное оборудование для других библиотечных учреждений Гаити.
Пострадавшим библиотекам было передано 63 контейнера с новыми книгами, включая 37 контейнеров с учебными изданиями, что, по словам организаторов, должно внести вклад в восстановление местных школ и публичных библиотек.
Международная федерация библиотечных ассоциаций и учреждений IFLA и общественная организация «Библиотеки без границ», занимающаяся распространением книг на благотворительной основе, принимали пожертвования и осуществляли сбор книг в Европе и за её пределами для пострадавшего государства.